# Asplenium surrogatum
Asplenium surrogatum là một loài dương xỉ trong họ Aspleniaceae. Loài này được P.S. Green mô tả khoa học đầu tiên.
Danh pháp khoa học của loài này chưa được làm sáng tỏ. 